# ISO 3166-2:ZW
ISO 3166-2:ZW – kody ISO 3166-2 dla podjednostek administracyjnych Zimbabwe.
Kody ISO 3166-2 to część standardu ISO 3166 publikowanego przez Międzynarodową Organizację Normalizacyjną. Kody te są przypisywane głównym jednostkom podziału administracyjnego, takim jak np. województwa czy stany, każdego kraju posiadającego kod w standardzie ISO 3166-1.
Aktualnie (2019) dla Zimbabwe zdefiniowano kody dla 8 prowincji i 2 miast wydzielonych.
Pierwsza część oznaczenia to kod Zimbabwe zgodnie z ISO 3166-1, natomiast druga część oznaczenia znajdująca się po myślniku to dwuliterowy kod jednostki administracyjnej.

## Kody ISO
| Kod ISO | Nazwa jednostki administracyjnej | Nazwa jednostki administracyjnej w języku angielskim | Rodzaj jednostki administracyjnej |
| ------- | -------------------------------- | ---------------------------------------------------- | --------------------------------- |
| ZW-BU   | Bulawayo                         | Bulawayo                                             | miasto wydzielone                 |
| ZW-HA   | Harare                           | Harare                                               | miasto wydzielone                 |
| ZW-MA   | Manicaland                       | Manicaland                                           | prowincja                         |
| ZW-MC   | Maszona Środkowa                 | Mashonaland Central                                  | prowincja                         |
| ZW-ME   | Maszona Wschodnia                | Mashonaland East                                     | prowincja                         |
| ZW-MI   | Midlands                         | Midlands                                             | prowincja                         |
| ZW-MN   | Matabeleland Północny            | Matabeleland North                                   | prowincja                         |
| ZW-MS   | Matabeleland Południowy          | Matabeleland South                                   | prowincja                         |
| ZW-MV   | Masvingo                         | Masvingo                                             | prowincja                         |
| ZW-MW   | Maszona Zachodnia                | Mashonaland West                                     | prowincja                         |